# Bernhard Rieder

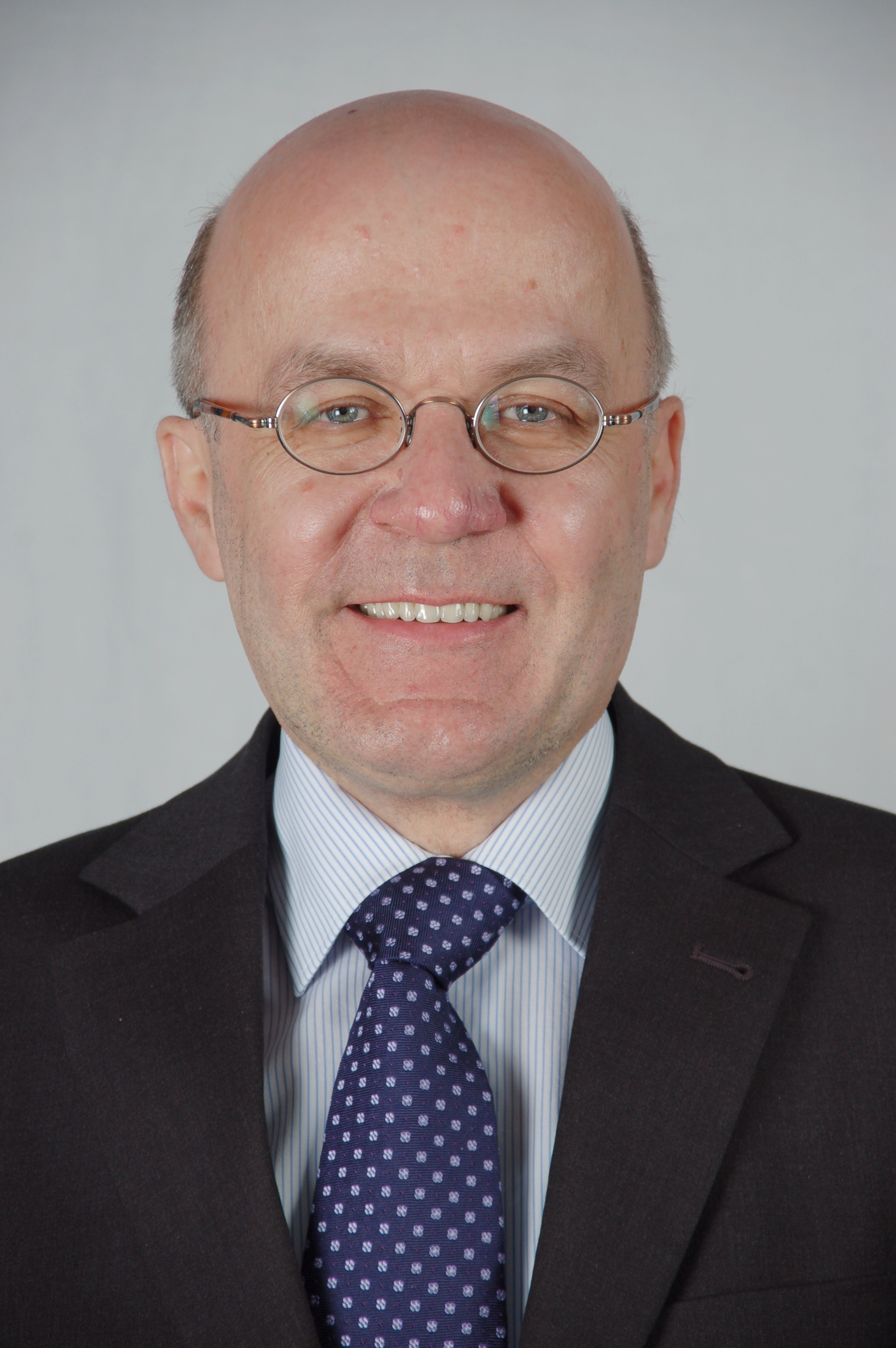
Bernhard Rieder (2011)

Bernhard Rieder (* 3. März 1953 in Berlin) ist ein deutscher Verwaltungsbeamter und war von 2010 bis 2014 Staatssekretär im Thüringer Innenministerium.
Nach dem Schulbesuch mit Abitur in Gerolstein 1973 schloss Rieder ein Jurastudium an, das er in Berlin mit dem zweiten juristischen Staatsexamen 1982 abschloss. Er trat dann in die Finanzverwaltung von Rheinland-Pfalz ein und leitete ab 1988 das Finanzamt St. Goar. Nach dem Beitritt der neuen Bundesländer wurde er 1991 nach Sondershausen abgeordnet und übernahm die Leitung des dortigen Finanzamts. Er wechselte 1993 ins Thüringer Finanzministerium, bis 1997 war er dort Referatsleiter, bis 2001 Abteilungsleiter. Anschließend war er bis 2003 im Justizministerium tätig, danach im Innenministerium des Freistaats. Dort war er als Abteilungsleiter für Staats- und Verwaltungsrecht auch für den Verfassungsschutz und bis 2008 zusätzlich für den Katastrophenschutz zuständig. Im Dezember 2010 wurde er zum Staatssekretär im Thüringer Innenministerium ernannt. Mit dem Amtsantritt des Kabinetts Ramelow I schied er aus dem Amt.
Rieder ist Mitglied der CDU.